# Bragg Memorial Stadium
O Bragg Memorial Stadium é um estádio localizado em Tallahassee, Flórida, Estados Unidos, possui capacidade total para 25.500 pessoas, é a casa do time de futebol americano universitário Florida A&M Rattlers, o time da Universidade de Agronomia e Mecânica da Flórida (FAMU), foi inaugurado em 1996.